# Tondo Cook
L'Adoration des mages dite Tondo Cook ou Washington Tondo est une œuvre d'attribution incertaine, communément attribuée à Fra Filippo Lippi, datant du milieu du XVe siècle, conservée à la National Gallery of Art de Washington. Elle est supposée être celle enregistrée en 1492 au palais Medici-Riccardi à Florence par Fra Angelico. 
La plupart des historiens de l'art pensent que Filippo Lippi a peint la majorité de l'œuvre originale et qu'elle a été complétée quelques années plus tard par d'autres artistes, ainsi que par des d'assistants dans les ateliers des deux maîtres originaux. Elle est connu sous le nom de Tondo Cook d'après Herbert Cook (1868-1939), un mécène et historien de l’art anglais ; ce nom continue d'être utilisé plus de 50 ans après que le tableau a quitté la collection Cook.
Le tondo est peint a tempera sur un panneau ; la surface peinte a un diamètre de 137,3 cm. La National Gallery of Art le date de « vers 1440/1460 ».
Les historiens de l'art s'accordent à dire que le tableau a été réalisé sur une période longue, avec des changements importants dans la composition et la contribution de plusieurs mains. Si certains critiquent les discordances que ces éléments ont produites, pour John Walker, le deuxième directeur de la National Gallery of Art, le résultat est :

« parmi les plus grandes peintures florentines au monde. C'est un sommet de beauté, un résumé en soi de toute l'évolution des écoles de peinture italiennes de la première moitié du XVe siècle. Car elle se trouve à un carrefour de l'art. L'ancien style, la peinture gaie, colorée et féerique du Moyen Âge, s'achève dans une explosion de splendeur ; et le nouveau style, scientifique dans l'observation, studieux dans l'anatomie et la perspective, réaliste dans sa représentation de la vie, commence son long développement. »

## Histoire
Le tableau est généralement identifié avec un autre tableau enregistré dans un inventaire du contenu du palais des Médicis réalisé en 1492 après la mort de Laurent de Médicis dit le Magnifique, à une époque où le tableau a plusieurs décennies. Dans l'une des « grandes salles » du rez-de-chaussée, se trouvaient également les trois grands tableaux de La Bataille de San Romano, les œuvres les plus connues de Paolo Uccello, qui sont aujourd'hui réparties entre Londres, Paris et Florence. On lui a attribué une valeur plus grande que celles-ci ou que toute autre peinture du palais : « Grand tondo à cadre doré représentant Notre-Dame, Notre-Seigneur et les Rois Mages qui viennent faire une offrande, de la main de Fra'Giovanni : f. 100 ».
Depuis au moins la fin du XVIe siècle, le tondo appartient à la famille florentine des Guicciardini. Il est vendu en juillet 1810 au chevalier François-Honoré Dubois, chef de la police de Florence pendant l'occupation napoléonienne, décrit comme peint par Sandro Botticelli. Il est vendu à nouveau à Londres en 1826, puis reste en Angleterre jusqu'à la Seconde Guerre mondiale, passant par plusieurs collections, attribué à plusieurs artistes : Fra Angelico en 1826, Filippo Lippi en 1849, Filippino Lippi en 1874. Il intègre l'importante collection de Sir Francis Cook et des baronnets Cook suivants à Doughty House, Richmond, Surrey. En 1932, Bernard Berenson attribue le tableau à Fra Filippo Lippi en réexaminant son parcours artistique. En 1941, il est l'une des 25 peintures de la collection Cook envoyées aux États-Unis pour être conservées en sécurité pendant la Seconde Guerre mondiale. Il devait revenir en 1947 mais est vendu juste avant son retour,. Il est acheté par la Fondation Samuel Henry Kress de New York (attribué à Filippo Lippi) et en 1952, il est donné à la National Gallery of Art.
Le tableau fut restauré en 1947-1948.

## Description

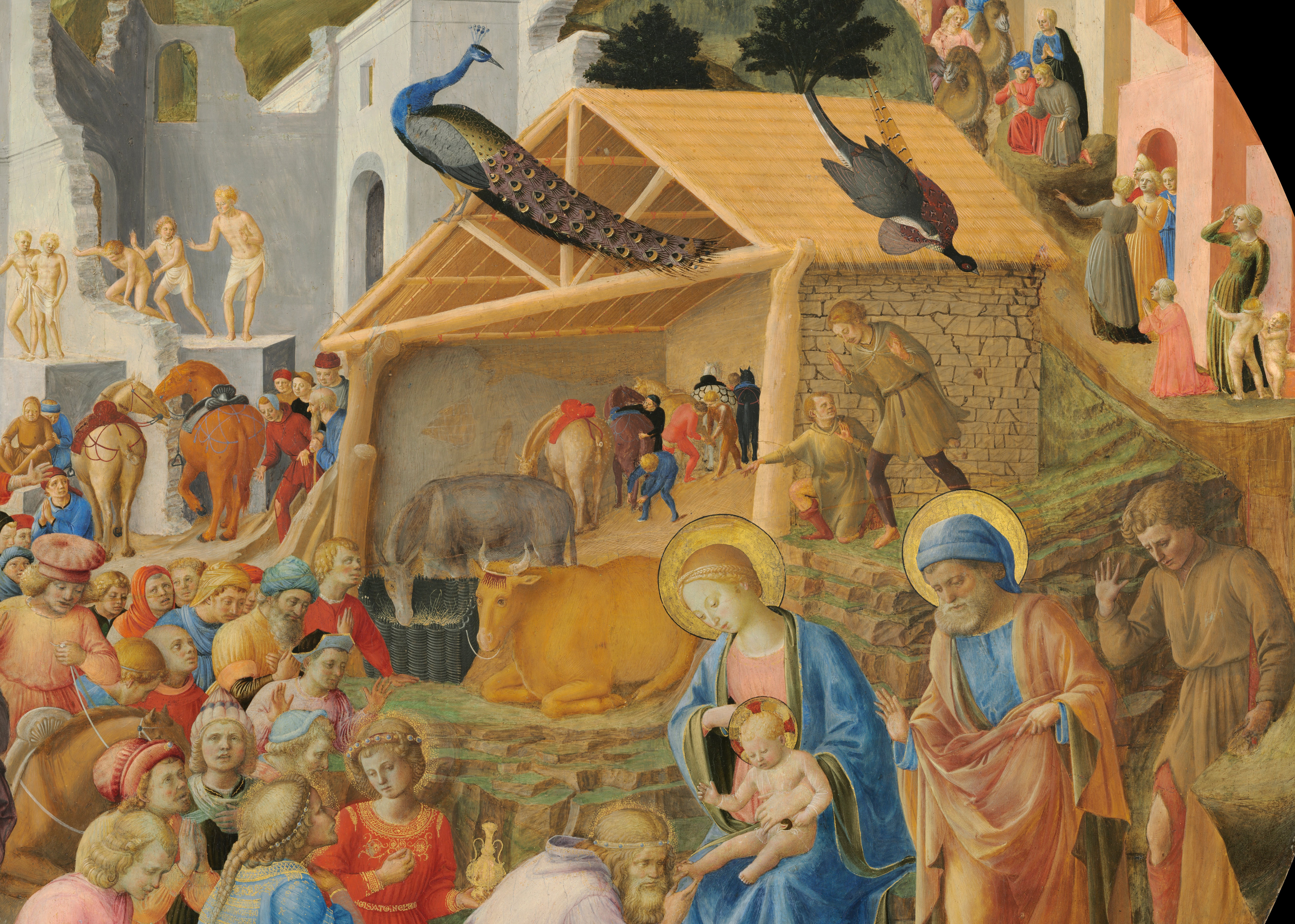
Détail de la partie centrale.

Le tableau montre une adoration des mages, un thème artistique récurrent de l'iconographie de la peinture chrétienne. Les trois mages ou « rois » présentent leurs cadeaux à l'Enfant Jésus, tenu par sa mère ; saint Joseph se tient à ses côtés. L'étable, le bœuf et l'âne de la représentation habituelle de la Nativité se trouvent derrière ce groupe principal. La composition contient là les composants inévitables dans un arrangement très commun.
Comme très souvent, le sujet est combiné avec l'adoration des bergers, qui sont représentés par trois personnages en vêtements en haillons, un derrière Joseph, et deux à droite de l'étable. Seul le premier d'entre eux regarde Jésus et Marie, sous un angle oblique presque derrière eux. Des deux autres, celui qui est à genoux pointe le doigt dans la direction de la crèche, derrière les figures sacrées. La mangeoire est placée à l'extérieur de l'étable ; le bœuf et l'âne sont également à l'extérieur. L'intérieur de l'étable est occupé par, vraisemblablement, les chevaux des Rois mages et leurs palefreniers en train de retirer leur harnachement et, dans un cas, de vérifier un fer.

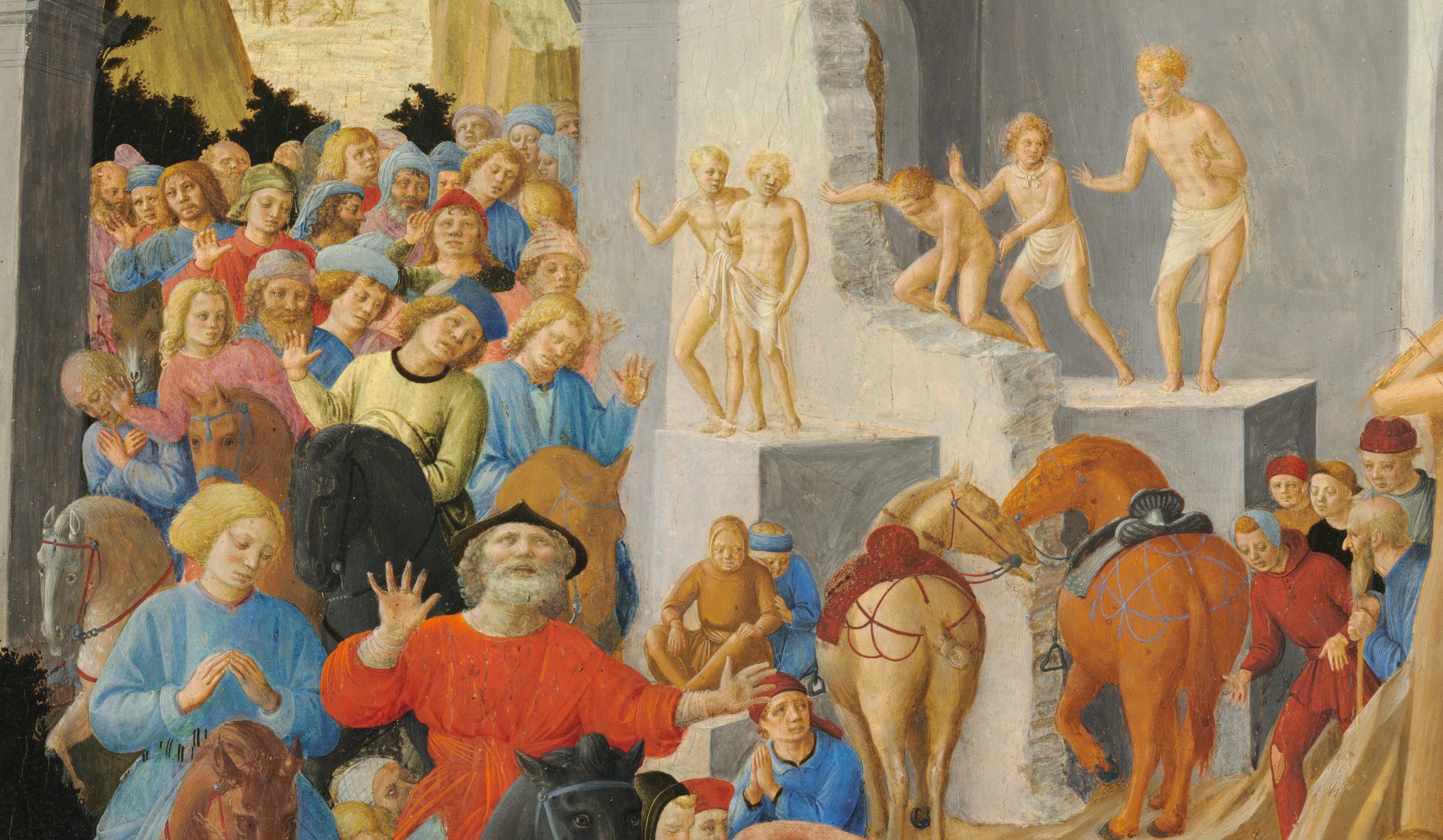
Détail autour de l'arche.

À gauche derrière les mages, leurs suites en grand cortège continuent d'arriver, passant par une arche qui fait partie d'une grande structure en ruine. À droite du groupe principal, les murs de la ville de Bethléem s'élèvent sur une pente raide, avec une route ou un chemin passant devant les murs. Un autre groupe important, probablement composé de membres des suites des Rois mages, arrive, monté sur des chameaux et des chevaux. Un certain nombre d'habitants sont sortis par une porte dans les murs, regardent et pointent du doigt, dans un cas à genoux en prière, mais tous regardant dans une direction différente de l'emplacement des personnages principaux. Au sommet de la colline, un groupe important, peint indistinctement, forme une foule se dirigeant peut-être vers le bas du sentier étroit.
Un grand paon est perché au sommet de l'écurie, regardant par-dessus son épaule. Deux autres oiseaux sont à sa droite, qui ont été identifiés comme un autour saisissant un faisan. Bien qu'ils semblent eux aussi être sur le toit, ils doivent être imaginés en vol, dans les airs devant lui. Cela explique en partie leur différence d'échelle avec les deux bergers situés en dessous d'eux.

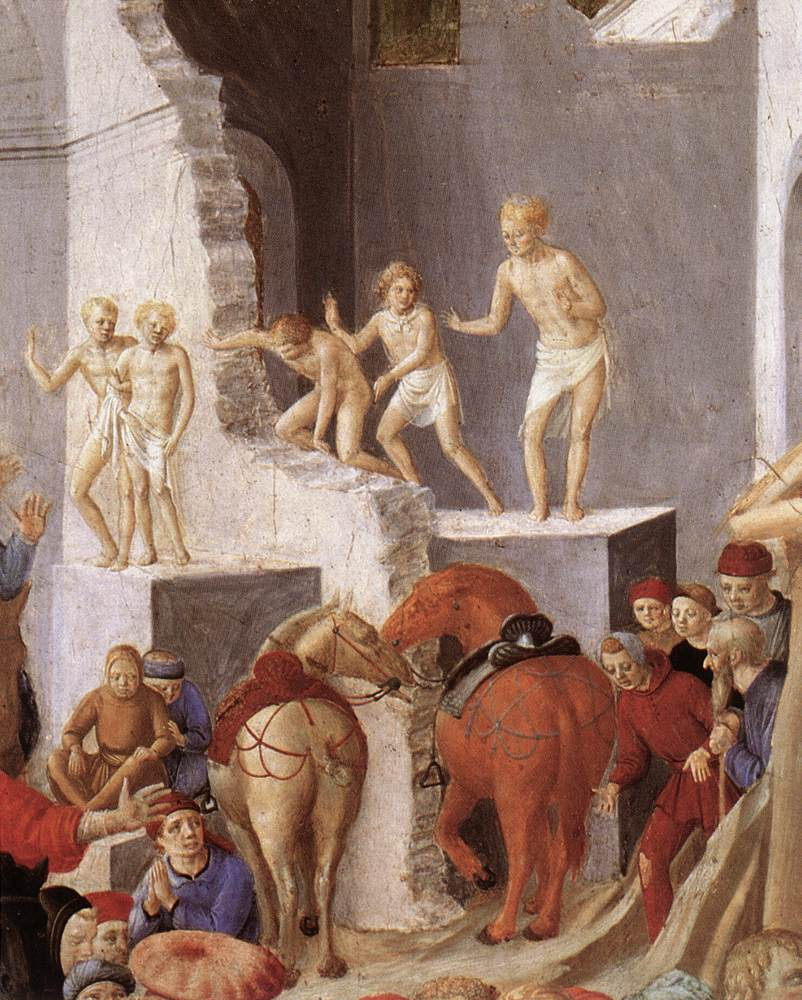
Détail de l'étable.

Le tableau est marqué par plusieurs de ces divergences, à un degré quelque peu surprenant dans une œuvre de cette date, et qui s'explique probablement en grande partie par la complexité spatiale de la composition et le nombre de changements au fur et à mesure de sa réalisation. Les pattes du paon saisissent clairement l'extrémité d'une poutre du toit de l'écurie, mais l'oiseau est beaucoup trop grand par rapport aux personnages et aux animaux situés en dessous de lui au second plan. Une autre des différences d'échelle les plus évidentes se situe autour de l'arc de gauche, entre la taille des personnages du cortège qui traverse l'arc et celles des habitants et des chevaux non montés à droite de l'arc. Les historiens de l'art ont été intrigués par la question de savoir qui étaient censés représenter les jeunes gens presque nus debout sur les ruines, mais leur fonction compositionnelle semble clairement être de suggérer une échelle plus grande pour le bâtiment que ne le ferait la procession à travers l'arche. Ils présentent également « une indication précoce de cette préoccupation pour l'anatomie humaine, qui allait obséder les artistes italiens jusqu'à atteindre son apogée avec Michel-Ange ».

## Étapes de réalisation

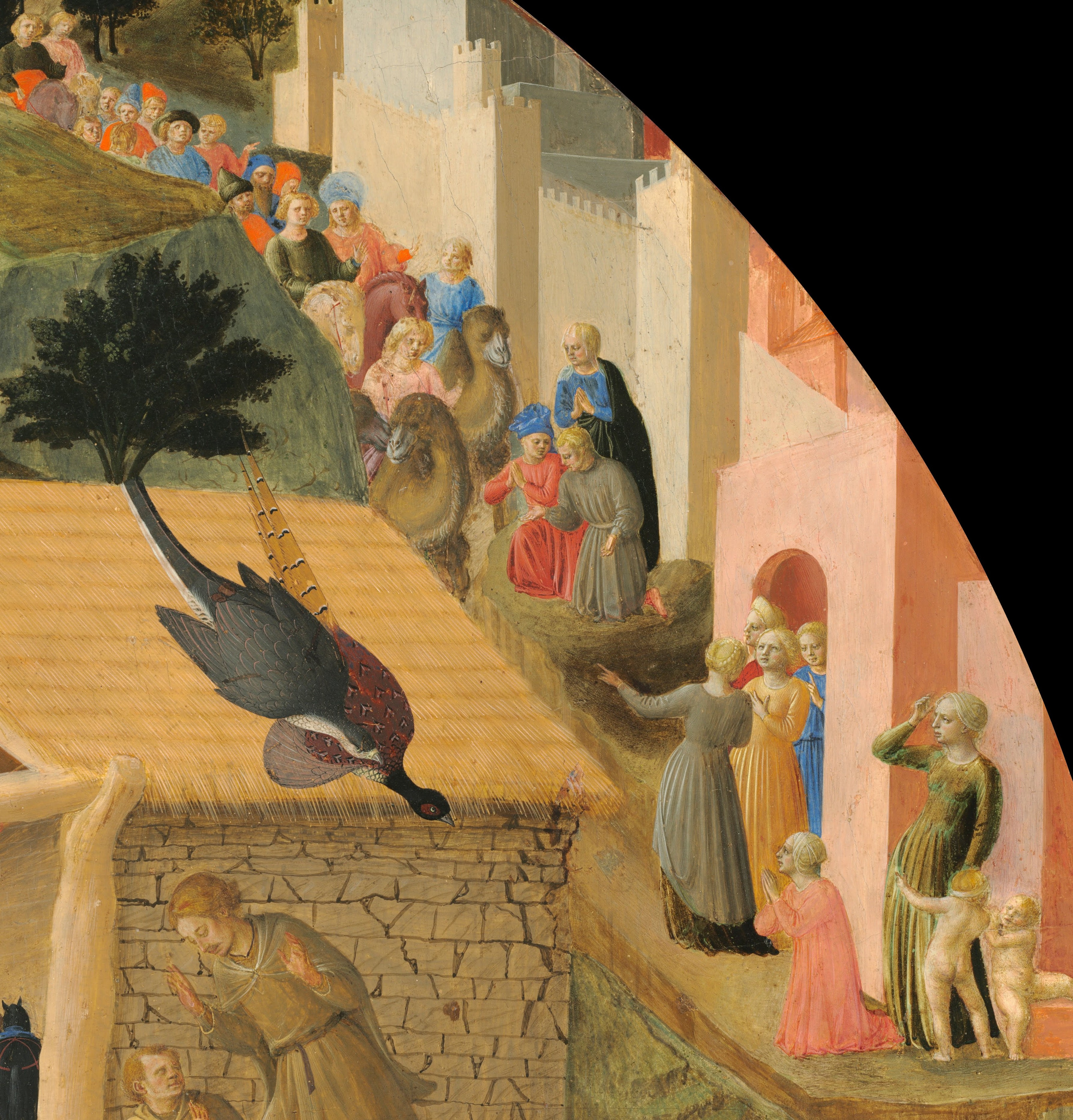
Détail incluant probablement des travaux sur trois phases.

Les historiens pensent que le tableau tel qu'il apparaît aujourd'hui a été réalisé en plusieurs étapes. Dans la reconstruction habituelle, proposée pour la première fois par Bernard Berenson,, le tableau a été commencé par Fra Angelico et son atelier, probablement dans les années 1440. La main de Fra Angelico lui-même est détectée sur le visage de la Vierge Marie, mais d'autres parties du tableau semblent avoir été réalisées par des assistants. Les petites figures sur le chemin escarpé à droite du tableau correspondent stylistiquement à son atelier ; il a été souligné que la direction dans laquelle elles sont tournées, et dans laquelle un certain point est orienté, ne correspond pas bien à la composition telle qu'elle est aujourd'hui. On peut en dire autant de nombreuses figures plus petites situées sur le côté gauche de l’œuvre. L'atelier de Fra Angelico était très occupé et sa carrière fut entachée par de nombreux conflits concernant des commandes inachevées. La réalisation du tondo semble avoir stagnée. À un moment donné, peut-être après la mort de Fra Angelico en 1455, l'œuvre inachevée semble être passée à l'atelier de Filippo Lippi, l'autre principal peintre florentin de la période. Fra Angelico et  Filippo Lippi ont tous deux travaillé sur d'autres commandes pour la famille Médicis, alors au sommet de sa richesse et de son pouvoir,,.

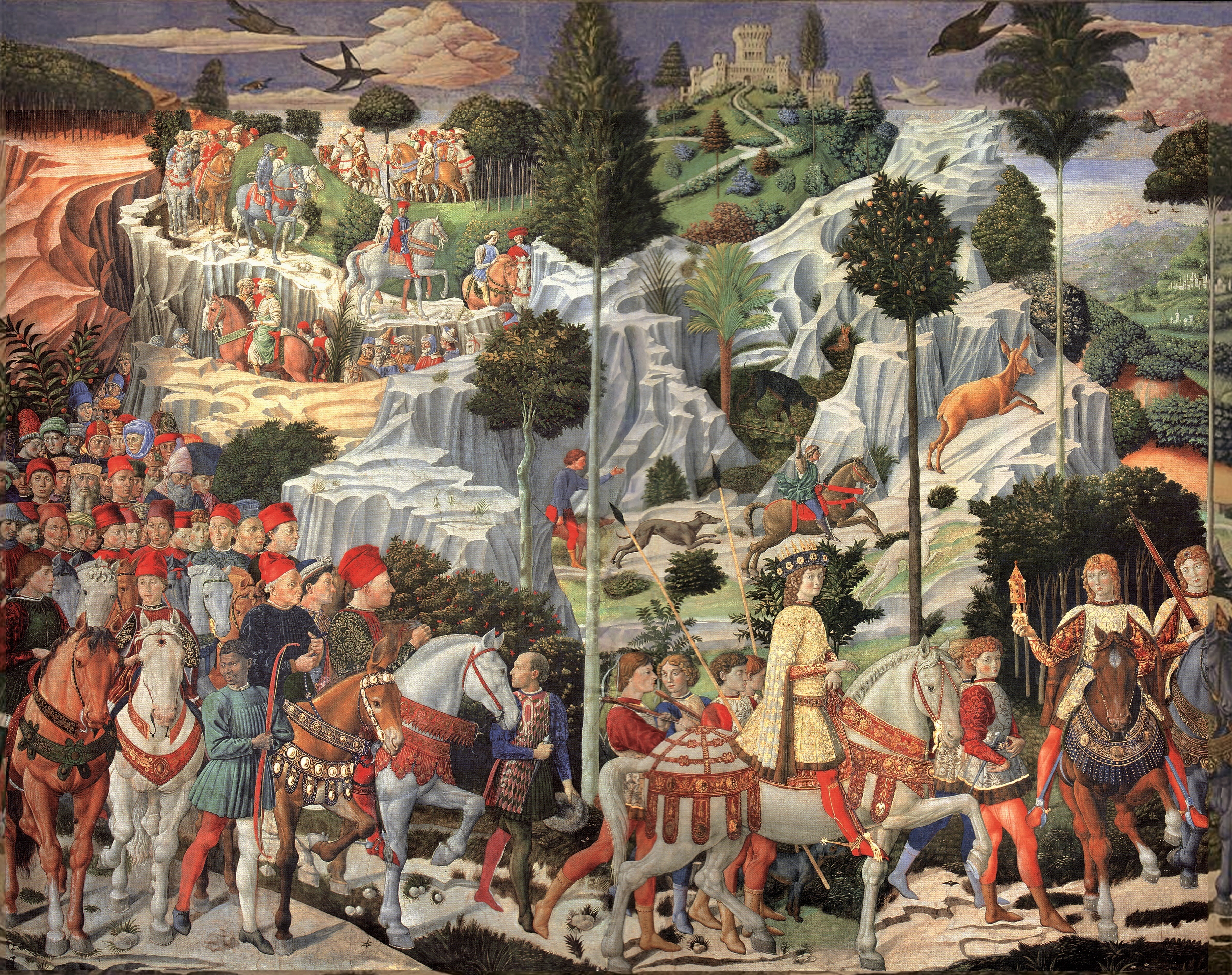
Benozzo Gozzoli, La Procession des plus jeunes mages, 1459-1461, mur est de la chapelle du palais des Médicis, Florence.

L'ensemble de l'écurie a été décrit comme « un ajout ultérieur maladroit », occupant peut-être un espace autrefois destiné aux personnages principaux. Le paon et les autres oiseaux sur le toit de l'écurie sont peints sur des zones finies, plutôt que sur des zones « réservées » comme ce serait le cas s'ils avaient été prévus dès le départ. Ils semblent provenir d'une phase encore plus tardive de la peinture et ont été liés aux emblèmes adoptés par les fils de Cosme de Médicis, Pierre Ier (1416-1469) et Jean : le premier utilisait un faucon tenant un anneau, avec la devise « SEMPER » (« toujours » ou « pour toujours » en latin) et le second un paon avec la devise « REGARDE-MOI » en français. Ils ont peut-être été ajoutés avec le chien sur l'herbe au bas du tableau, par Benozzo Gozzoli à l'époque où il travaillait sur le célèbre cycle de fresques de la chapelle des Mages dans le palais des Médicis en 1459-1461. Gozzoli était un ancien membre de l'atelier de Fra Angelico, qui dirigeait alors son propre atelier. Les fresques de la chapelle se concentrent également sur des processions élaborées des Rois mages et comprennent plusieurs oiseaux et plumes, dont un autour et un paon dans une pose très similaire à celle du tondo.

## Iconographie et contexte

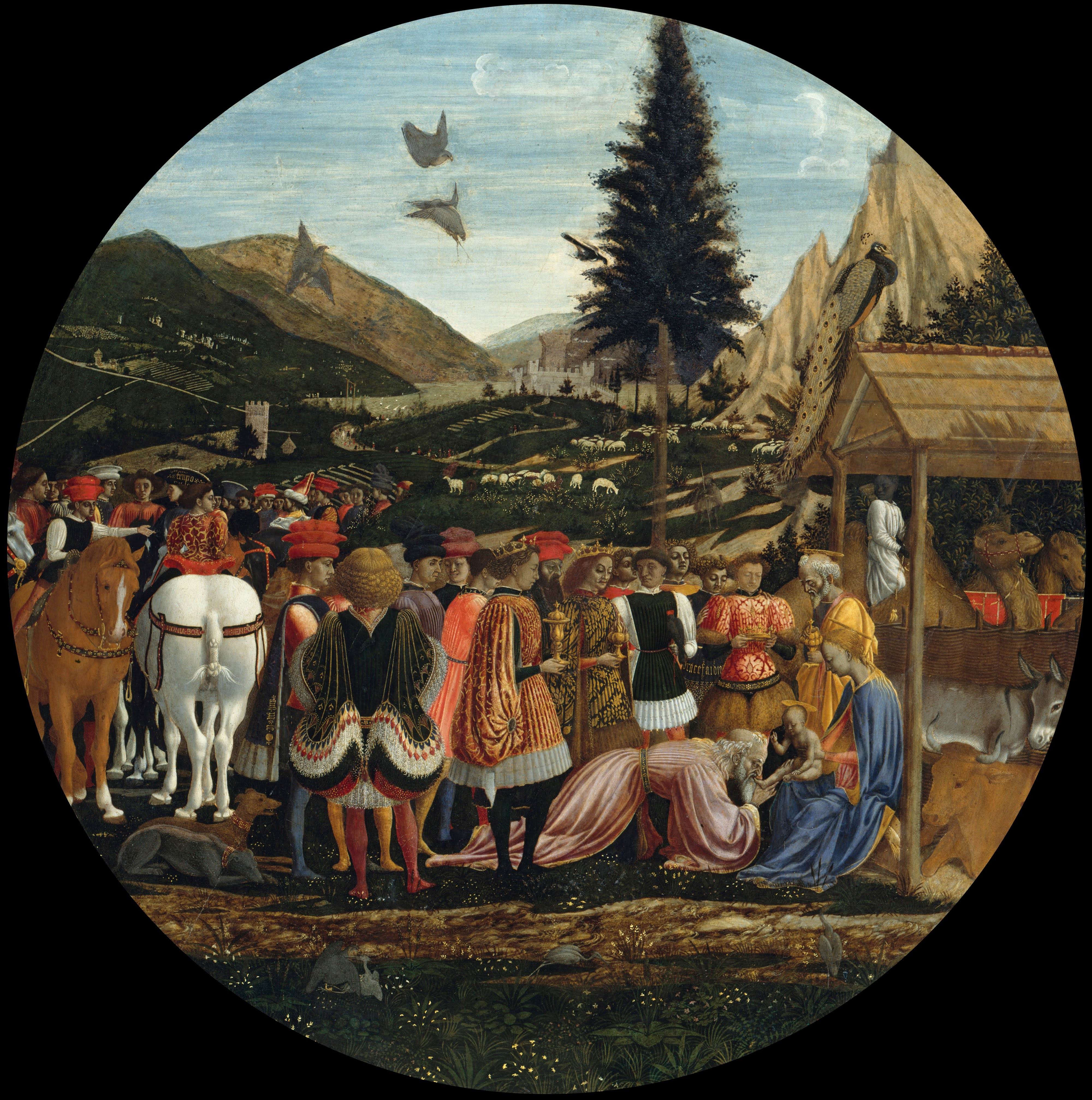
Domenico Veneziano, Adoration des Mages, env. 1439-1442, Gemäldegalerie, Berlin.

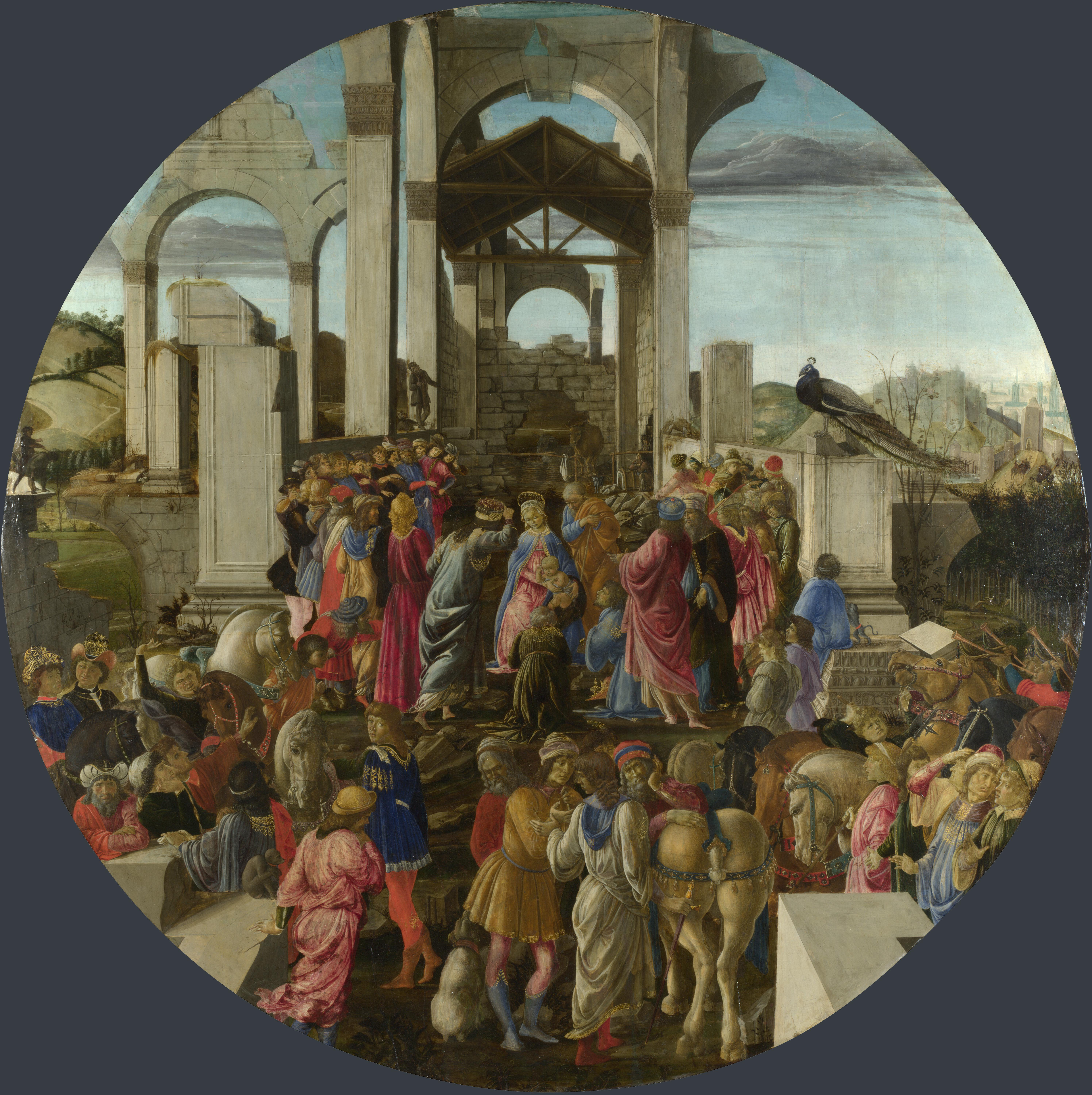
Sandro Botticelli, Adoration des Mages, 1470-1475, National Gallery, Londres.

Les Rois mages ont été la principale source de dévotion des Médicis pendant des décennies, apparemment à partir du pontificat de l'antipape Jean XXIII (1410-1415), lorsqu'ils sont devenus les principaux banquiers de la papauté, ou du moins des parties contrôlées par Jean. Les Médicis appartenaient à la Compagnia de' Magi, une confrérie florentine basée dans le complexe de San Marco, juste à côté de leur palais, tous deux reconstruits par Cosme de Médicis quelques années avant que le tondo ne soit peint. Une procession annuelle, le jour de la fête de l'Épiphanie, le 6 janvier, était organisée par la confrérie et passait devant le palais, une reconstitution costumée de l'arrivée des mages à Bethléem, les rôles principaux étant tenus par les principaux membres, y compris les Médicis et leurs associés,. Les Rois mages étaient considérés comme des saints : c'est pourquoi le tondo présente des nimbes de points dorés plutôt inhabituels, contrairement aux auréoles de la Sainte Famille. La combinaison de leur sainteté avec la possession et la distribution de biens de luxe a peut-être été un facteur dans leur attirance pour les Médicis.
La forme de tondo pour de grandes peintures pourrait elle-même avoir été une innovation des Médicis. La forme résulte probablement d'un agrandissement du desco da parto peint beaucoup plus petit, ou « plateau d'accouchée », un plateau en bois décoré, rond ou à douze côtés, peint sur les deux faces, qui était traditionnellement présenté par le mari florentin à sa femme après l'accouchement, puis utilisé pour servir des rafraîchissements à ses visiteurs pendant qu'elle était exposée les jours suivant. Le même inventaire de 1492, qui enregistre probablement le tondo, montre que Laurent de Médicis a conservé le desco da parto offert à sa naissance en 1449 accroché au mur de sa chambre jusqu'à sa mort. Ces desci étaient généralement décorés de scènes allégoriques ou mythologiques, tandis que le grand tondo était principalement utilisé pour les sujets religieux. Mais cette forme n'a pas été retrouvée dans les peintures destinées aux églises et peut avoir été une suggestion délibérée d'une commande pour un palais. Il s'agit d'un des premiers tondo conçus comme une œuvre d'art à part entière.
Un autre tableau avec une composition vaguement similaire montrant l'Adoration des mages, de Domenico Veneziano, aujourd'hui à la Gemäldegalerie (Berlin), est probablement une commande des Médicis vers 1439-1442 ; il peut également s'agir d'un autre tableau enregistré dans l'inventaire de 1492, bien que ce tondo des mages y soit attribué à Francesco di Stefano Pesellino. Parmi d'autres similitudes, on retrouve également un paon perché sur le toit de l'écurie et des images de fauconnerie, avec des faucons attaquant des grues dans les airs et au sol. La figure en noir et blanc, derrière les Rois mages et tenant un faucon, pourrait être un portrait de Pierre de Médicis. Outre celles-ci et celles de la chapelle du palais, plusieurs autres images importantes des Rois mages furent réalisées pour les Médicis. L'inventaire de 1492 recense quatre tableaux, dont trois probablement de la période de Cosme. Plus tard, Botticelli peint plusieurs portraits des Médicis dans son Adoration des mages, tableau de 1475 à la Galerie des Offices, commandé par un proche associé de la famille. Un Tondo des mages de Botticelli est conservé à la National Gallery de Londres, datant d'environ 1470-1475, présente un paysage comparable de bâtiments antiques en ruine derrière les personnages principaux, ainsi qu'un paon. La cellule personnelle de Cosme à San Marco possède une fresque représentant une scène des Rois Mages de Fra Angelico,.
Plusieurs aspects de la disposition des figures et de la composition générale sont probablement empruntés à une scène des Rois mages d'environ 1370-1371 de Jacopo di Cione, qui faisait partie de son grand retable alors dans l'église voisine (aujourd'hui détruite) de San Pier Maggiore. Le retable est aujourd'hui dispersé, mais la majorité des panneaux, y compris la scène des Rois mages, se trouvent à la National Gallery de Londres.
Les nombreuses graines de la grenade tenue par l'Enfant Jésus étaient considérées comme symbolisant les âmes confiées aux soins de l'Église. On pensait que la chair du paon résistait à la décomposition : l'oiseau symbolisait donc l'Éternité et la Résurrection de Jésus.

### Bâtiments à l'arrière
Un « bâtiment païen grandiose mais en ruine » est une caractéristique très courante des crèches de la Renaissance, faisant souvent office d'étable elle-même, figurant généralement la fin de l’ère du contrat et de la loi mosaïques, remplacés à la naissance du Christ par le Nouveau Testament chrétien. Mais il fait aussi souvent une allusion à la légende selon laquelle, la nuit de la naissance du Christ, le « Temple de la Paix » du Forum Romain (Rome) s'est effondré, accomplissant ainsi une prophétie d'Apollon selon laquelle il resterait debout jusqu'à ce qu'une vierge accouche. Ce monument figurait dans La Légende dorée et dans d'autres sources ; il contenait soi-disant une statue de Romulus.
Au XVe siècle, le « Temple de la Paix » fut identifié à tort comme la basilique de Maxence et Constantin voisine, en fait un édifice datant de 308-312 après J.-C. Environ un tiers de cet édifice subsiste aujourd'hui, les trois énormes voûtes en berceau de l'allée nord étant les plus grandes structures romaines subsistant dans le Forum. Il contenait également une statue colossale de Constantin Ier, dont la tête, la main, le pied et d'autres morceaux se trouvent aujourd'hui dans la cour du Palais des Conservateurs sur la colline du Capitole. D'autres peintures de la Nativité s'inspirent de l'architecture des ruines de la basilique, notamment le tondo de Botticelli à Londres ; celui de Lippi semble faire de même. Les historiens de l'architecture remarquent que l'architecture de la basilique s'inspire des immenses complexes de bains publics de Rome ; il est possible qu'une certaine conscience de cette similitude ait conduit Lippi à représenter ses figures nues sur les ruines comme des baigneurs, que l'on pourrait imaginer sortant d'une partie des bains encore fonctionnelle du complexe pour voir d'où venait tout ce bruit.